# Petru Leon Pop
Petru Leon Pop (n. 27 ianuarie 1937) este un deputat român în legislatura 1996-2000, ales în județul Mureș pe listele partidului PUNR. Petru Leon Pop a fost membru în grupurile parlamentare de prietenie cu Malaezia, Republica Guineea și Republica Cipru.

## Legături externe
- Petru Leon Pop Arhivat în 23 februarie 2024, la Wayback Machine. la cdep.ro